# Mikrofonie
Mikrofonie (früher Mikrophonie) ist die Eigenschaft elektronischer Bauteile, auf mechanische Anregung (Luftschall, Körperschall) mit der Änderung ihrer elektrischen Parameter zu reagieren.
Im engeren Sinn wird unter dem Begriff ein unerwünschter Effekt in der Tontechnik verstanden, bei dem Nicht-Mikrofone ungewollt als Schallwandler arbeiten und somit Störungen verursachen. Auch spricht man vom „Mikrofonieeffekt“ oder vom „Klingeln“, wenn eine Umwandlung von Schall an Nicht-Schallwandlern stattfindet. Der englische Begriff hierfür ist „Ringing“. Der Mikrofonie-Effekt wird recht häufig bei Elektronenröhren beobachtet; hier führen mechanische Schwingungen des im Vakuum untergebrachten Systems zu deutlich hörbaren glockenartigen Störklängen im Ausgangssignal. Dasselbe gilt auch für das System Schallplatte-Abtastnadel. Andere Bauteile, wie zum Beispiel Kondensatoren, Spulen oder Übertrager weisen diesen Effekt auch auf, wenn auch in weit geringerem Maße. Kapazitätsänderungen, die durch das Treten auf Kabel verursacht werden, werden ebenfalls zur Mikrofonie gezählt. Mikrofonie gehört wie das Klirrverhalten, die Verzerrungen oder das Rauschen und auch Knacken und Prasseln zu den erzeugten Störgeräuschen beziehungsweise den auftretenden Störungen.

## Wirkmechanismen

### Elektronenröhren

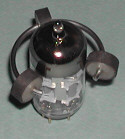
Elektronenröhre in einer speziellen Halterung um Mikrofonie zu dämpfen

Bei Elektronenröhren befindet sich das Steuergitter in der elektronenreichen Raumladungszone nahe der Kathode. Durch Bewegung des Gitters gegenüber der Kathode verändern sich dort die Feldverhältnisse und beeinflussen direkt den Elektronenstrom zur Anode. Das führt bei NF-Verstärkern direkt zu einem NF-Signal am Ausgang.

Für die Vorverstärkung von NF-Signalen werden daher mikrofoniearme Röhren mit besonders steifem Steuergitter angeboten. So ist beispielsweise die AC701, eine als Impedanzwandler in Kondensatormikrofonen eingesetzte Triode, als mikrofoniearm spezifiziert.
Prinzipiell sind auch alle anderen Elektroden für Mikrofonie verantwortlich, der Effekt zeigt sich jedoch beim Steuergitter am stärksten, besonders, wenn es sich um eine Röhre mit hoher Verstärkung handelt.
Die bei Erschütterung ebenfalls stattfindende Kapazitätsänderung Steuergitter/Kathode spielt besonders bei Oszillatoren in FM-Empfängern und -Sendern eine Rolle.

### Kondensatoren
Bei Kondensatoren treten je nach Typ zwei Effekte in Erscheinung: bei Luftkondensatoren (Drehkondensatoren, Lufttrimmer) ändert sich die Kapazität durch Abstandsänderungen. Das kann z. B. bei einem Oszillator zu einer Frequenzmodulation führen. Handelt es sich dabei um den Oszillator eines FM-Empfängers oder -Senders, ist die Mikrofonie direkt als NF-Signal hörbar.
Bei Keramikkondensatoren mit ferroelektrischem Dielektrikum tritt Mikrofonie durch den Piezoeffekt auf. Wechselnde mechanische Spannungen führen zu einer Wechselspannung am Kondensator. Daher vermeidet man solche Kondensatoren als Koppelkondensator in NF-Vorverstärkern.

### Spulen
Induktivitäten, insbesondere Luftspulen, die in FM-Empfänger- und -Sender-Oszillatoren eingesetzt werden, führen bei erschütterungsbedingter Gestaltsänderung zu einer Frequenzmodulation. Sie werden daher häufig durch Wachs oder ein Schaumstoffstück mechanisch gedämpft.
Induktivitäten und Übertrager mit Kern können bei Erschütterung, je nach Werkstoff, aufgrund des umgekehrten Effektes der Magnetostriktion Störspannungen verursachen.

### Kabel
Mikrofonkabel zeigen Mikrofonie in Form von Knistern und Rauschen bei Bewegung. Das ist durch die lockere Kontaktgabe der einzelnen Drähte der Schirmung miteinander oder zum Metallbelag bedingt.

## Abhilfe
Abgesehen vom Einsatz mikrofoniearmer Bauteile kann man Abhilfe schaffen durch Dämpfung der relevanten Bauteile bzw. des gesamten Gerätes. Das wird mit weicher Aufhängung, Feder- oder Gummiverbindungen bzw. -füßen erreicht.

## Inkorrekte Verwendung des WortesMikrofonie
Teilweise werden mit dem Begriff Mikrofonie unzutreffenderweise Mikrofon-Arten, Mikrofon-Wandlerprinzipien oder auch Mikrofon-Anordnungen bezeichnet. Die korrekten Bezeichnungen dafür sind Mikrofontechnik oder Mikrofonierung. Eine Aufnahme mit mehreren Mikrofonen ist eine Polymikrofonierung. Die Mikrofonie stört dagegen bei Mikrofonaufnahmen und muss vermieden werden.